# Уштаган (Мангистауський район)
Уштага́н (каз. Үштаған) — село у складі Мангистауського району Мангистауської області Казахстану. Адміністративний центр Актюбинського сільського округу.
Населення — 1516 осіб (2021; 1325 у 2009, 1147 у 1999, 1423 у 1989).